# Élections constituantes russes de 1917

Graphique du résultat des élections de 1917.

Les élections constituantes russes ont lieu le 25 novembre 1917 en Russie afin d'élire les 767 élus de l'Assemblée constituante chargée de doter le pays d'une nouvelle constitution après la chute de l'Empire russe et de la maison Romanov.
Organisées par le gouvernement provisoire après les évènements de la révolution de Février, elles sont maintenues par les bolcheviks dirigés par Lénine après leur prise de pouvoir lors de la révolution d'Octobre moins de trois semaines avant le scrutin, malgré leur hostilité pour la démocratie électorale.
Les socialistes révolutionnaires de Russie et d'Ukraine remportent la majorité de l'Assemblée tandis que les bolcheviks, les mencheviks - représentant la minorité du Parti ouvrier social-démocrate de Russie - et leurs alliés socialistes révolutionnaires de gauche sont largement défaits et obtiennent un peu moins d'un quart des sièges.
Alors que cette Assemblée, hostile aux bolcheviks, se réunie pour la première fois le 5 janvier 1918 au Palais de Tauride dans une ambiance tendue avec la présence de gardes armés dans tout le bâtiment, le socialiste révolutionnaire Viktor Tchernov est élu président face à Maria Spiridonova, soutenue par le Conseil des commissaires du peuple. Le refus de l'Assemblée d'approuver les décrets pris par le gouvernement entraîne le départ des bolcheviks et des SR de gauche.
Lénine, estimant que seul le congrès des Soviets représente la volonté du peuple et que les intérêts de la révolution priment sur l'Assemblée, fait interdire dès le lendemain l'accès au palais par les Gardes rouges et dissout la constituante, qui n'aura siégé que quelques heures.
Elles sont considérées comme les premières élections libres de Russie.

## Résultats

### Résultats nationaux
|                          | Parti socialiste révolutionnaire (SR)                             | 17 256 911 | 37,91 | 324 |  |  |
|                          | Bolcheviks                                                        | 10 671 387 | 23,26 | 183 |  |  |
|                          | Parti ukrainien des socialistes révolutionnaires (UPSR) et alliés | 5 819 395  | 12,68 | 110 |  |  |
|                          | Parti constitutionnel démocratique (KD ou Cadets)                 | 2 100 262  | 4,58  | 16  |  |  |
|                          | Mencheviks                                                        | 1 385 500  | 3,02  | 18  |  |  |
|                          | Cosaques                                                          | 908 326    | 1,98  | 17  |  |  |
|                          | Autres partis                                                     |            |       |     |  |  |
|                          |                                                                   |            |       |     |  |  |
| Votes valides            |                                                                   |            |       |     |  |  |
| Votes blancs et nuls     |                                                                   |            |       |     |  |  |
| Total                    | Total                                                             |            | 100   | 767 |  |  |
| Abstentions              |                                                                   |            |       |     |  |  |
| Inscrits / participation |                                                                   |            |       |     |  |  |

## Articles annexes
- Assemblée constituante russe de 1918